# Gaitana Essami
Gaitana Essami (ukrán betűkkel: Гайтана Ессамі, orosz betűkkel: Гайтана Эссами; Kijev, 1979. március 24.), művésznevén Gaitana (Гайтана) ukrán–kongói származású énekes, dalszerző.

## Életrajz
Gaitana 1979. március 24-én született Kijevben. Ezután öt évet élt családjával a Kongói Köztársaság fővárosában Brazzavilleben, ahol édesapja Klaver Essami született. Az elmúlt öt év során az akkor még kis Gaitanának sikerült elsajátítania a francia és a lingala nyelvet. Ukrán származású édesanyjával 1985-ben visszatér az akkori Szovjetunióba, ahol oroszul és ukránul tanul.
A zeneiskoláját Kijevben végezte el, ahol szaxofonozni tanult. Gyermekkori hobbija az asztalitenisz volt, amit mesterszerűen űzött. Énekesnői karrierje 1991-ben kezdődött a Фант-лото Надія elnevezésű tehetségkutató versenyen, ahol harmadik helyezést ért el. Olyan ukrán és nemzetközileg ismert énekesekkel dolgozott háttérénekesként mint, Irina Bilik, Tajiszija Povalij, Anyi Lorak, és Alekszandr Malinyin.
Első albumát 2003 decemberében jelentetti meg О тебе (Rólad) címmel. Nagylemeze nagy sikernek örvendett Ukrajnában és Oroszországban is. 2005-ös második stúdióalbuma főként ukrán nyelvű dalokat tartalmazó Слідом за тобою (Nyomodban) címen jelent meg. 2007. elején kiadja harmadik  Капли дождя (Esőcsöppek) című nagylemezét. 2008. március 11-én megjelenteti  Тайные желания (Titkos vágyak) nevű negyedik albumát.
2012. február 18-án zsűri és a közönség közös döntése alapján, ő képviseli Ukrajnát a 2012-es Eurovíziós Dalfesztiválon a Be My Guest című dalával.

## Diszkográfia

### Albumok
- 2003 – О тебе
- 2005 – Слідом за тобою
- 2007 – Капли дождя
- 2008 – Kукaбaррa
- 2008 – Тайные желания
- 2010 – Только сегодня

### Kislemezek
- 2006 – Двa вiкнa
- 2007 – Шaленій
- 2009 – Нeщoдaвнo